# Budapesti villamoskocsiszínek listája
A BKV által üzemeltetett villamosjáratokat kilenc kocsiszín állítja ki: Angyalföld, Baross, Budafok, Ferencváros, Hungária, Kelenföld, Száva, Szépilona, Zugló, illetve a fogaskerekűt (60-as villamos) a Városmajor.
Összesen 24 kocsiszín létesült Budapesten, ezekből ma már csak 9 üzemel. Több kocsiszínt új telephelyek létesítése vagy a villamoshálózat felszámolása miatt zártak be (pl. Újpest kocsiszín).

## Működő kocsiszínek (2025)
| Kép | Név                   | Létesítő vállalat                                 | Cím                                          | Létesítés éve | Viszonylatok                  | Járművek                                    | Legközelebbi megálló                                |
| --- | --------------------- | ------------------------------------------------- | -------------------------------------------- | ------------- | ----------------------------- | ------------------------------------------- | --------------------------------------------------- |
|     | Angyalföld kocsiszín  | BURV                                              | IV. kerület, Pozsonyi utca 1.                | 1896          | 1, 1A, 12, 14, 17, 41         | ČKD–BKV Tatra T5C5K                         | Angyalföld kocsiszín                                |
|     | Baross kocsiszín      | BVVV                                              | VIII. kerület, Baross utca 132.              | 1889          | 1, 1A, 28, 28A, 41            | ČKD Tatra T5C5, ČKD–BKV Tatra T5C5K         | Orczy tér                                           |
|     | Budafok kocsiszín     | BBVV                                              | XI. kerület, Fehérvári út 247.               | 1899          | 1, 17, 19, 56                 | CAF Urbos 3                                 | Budafok kocsiszín                                   |
|     | Ferencváros kocsiszín | BVVV                                              | IX. kerület, Könyves Kálmán körút 7.         | 1904          | 2, 2B, 23, 24, 51, 51A        | Ganz CSMG, Ganz KCSV–7, TW 6000             | Ferencváros vasútállomás – Málenkij Robot Emlékhely |
|     | Hungária kocsiszín    | BVVV                                              | VIII. kerület, Törökbecse utca 1.            | 1912          | 1, 4, 6, 14, 17               | CAF Urbos 3, Siemens Combino Supra          | Hidegkúti Nándor Stadion                            |
|     | Kelenföld kocsiszín   | BKVT                                              | XI. kerület, Bartók Béla út 137.             | 1912          | 19, 41, 47, 48, 49            | CAF Urbos 3, ČKD–BKV Tatra T5C5K, Ganz CSMG | Csóka utca                                          |
|     | Száva kocsiszín       | BVVV                                              | IX. kerület, Üllői út 197.                   | 1913          | 3, 37, 37A, 42, 50, 51, 52    | CAF Urbos 3, TW 6000                        | Határ út M                                          |
|     | Szépilona kocsiszín   | BKVT                                              | II. kerület, Budakeszi út 9–11.              | 1870          | 17, 56, 56A, 59, 59A, 59B, 61 | ČKD–BKV Tatra T5C5K                         | Budagyöngye                                         |
|     | Zugló kocsiszín       | BKVT                                              | XIV. kerület, Thököly út 173.                | 1899          | 3, 62, 62A, 69                | TW 6000                                     | Bosnyák tér                                         |
|     | Városmajor kocsiszín  | Internationale Gesellschaft für Bergbahnen, Basel | XII. kerület, Szilágyi Erzsébet fasor 14–16. | 1874          | 60                            | SGP motor- és pótkocsi                      | Városmajor                                          |

## Megszűnt kocsiszínek
| Kép                         | Név                            | Létesítő vállalat | Cím                                           | Létesítés éve | Megszűnés ideje    | Egyéb |
| --------------------------- | ------------------------------ | ----------------- | --------------------------------------------- | ------------- | ------------------ | --- |
|                             | Aréna úti kocsiszín            | BVVV              | VI. kerület, Dózsa György út                  | 1889          | 1972               | Villamosüzemi eredetű kocsiszín. Az M1-es metróvonal telephelyévé, majd 1945-ben főműhellyé alakították át, végül a MÁV kórház tulajdonába került. |
|                             | Csömöri úti kocsiszín          | PKVT              | VII. kerület, Thököly út–Szinva utca környéke | nincs adat    | nincs adat         | Lóvasúti eredetű kocsiszín. Elbontották, helyén lakóházak épültek. |
|                             | Damjanich utcai forgalmi telep | PKVT              | VII. kerület, Damjanich utca 15.              | 1869          | 1949               | Lóvasúti eredetű kocsiszín, később főműhely, áramfejlesztő telep, sínautógarázs, áramátalakító is volt. Épületében 1949-től trolibusz garázs, majd annak 1997-es bezárása után a 2000-es évek elejétől élelmiszer-áruház működik. |
|                             | Hermina úti kocsiszín          | nincs adat        | XIV. kerület, Hermina út                      | nincs adat    | nincs adat         | Lóvasúti eredetű kocsiszín. Elbontották, helyét beépítették. |
|                             | István úti kocsiszín           | nincs adat        | XIV. kerület, Ajtósi Dürer sor                | nincs adat    | nincs adat         | Lóvasúti eredetű kocsiszín. Elbontották, helyét beépítették. |
|                             | Kispest kocsiszín              | BLVV              | XIX. kerület, Üllői út 266.                   | 1887          | 1976. december 31. | 1947-ben tűz keletkezett a kocsiszínben, a tűzesetben 70 motor- és 6 pótkocsi kiégett. Épületében 1999 óta élelmiszer-áruház működik. |
|                             | Kőbánya kocsiszín              | PKVT              | X. kerület, Kőrösi Csoma Sándor út 27.        | 1868          | 1949               | Eredetileg lóvasúti kocsiszínnek épült. Megszűnése után teherautó garázsként üzemelt, míg 1967-ben lebontották és a helyére a Harmat utcai lakótelep Kőrösi Csoma Sándor út menti házait építették. 1897-ig Kőbánya forgalmi telep volt a neve. |
|                             | Nyugati pályaudvar kocsiszín   | BVVV              | VI. kerület, Teréz körút                      | 1887          | 1889               | A nagykörúti próbavillamos ideiglenes kocsiszínje volt. |
|                             | Óbuda kocsiszín                | BKVT              | III. kerület, Vörösvári út 111–117.           | 1907          | 1996. április 1.   | |
|                             | Pálffy telep                   | BKVT              | II. kerület, Feketesas utca 3.                | 1869          | 1990-es évek eleje | Eredetileg lóvasúti kocsiszínnek épült. Volt villamosfőműhely, áramfejlesztő telep, villamoskocsiszín, áramátalakító és 1953-tól trolibusz főműhely. |
|                             | Rákospalota kocsiszín          | BVKV              | XV. kerület, Kertköz utca 20.                 | nincs adat    | nincs adat         | A BVKV elődjének állomása volt. 1903-ban villamos-kocsiszínné építették, majd később mozivá épült át. |
|                             | Újpest kocsiszín               | PKVT              | XIII. kerület, Váci út 201.                   | 1866          | 1982. július 1.    | Eredetileg lóvasúti kocsiszínnek épült. Az egykori remiz épületében élelmiszer-áruház működik. Mellette áll az egykori lóvasúti épület, a „Bagolyvár”. |
|                             | Üllői úti kocsiszín            | PKVT              | (a mai Üllői út 115. helyén)                  | 1869          | nincs adat         | Eredetileg lóvasúti kocsiszínnek épült. Elbontották, helyén lakóházak épültek. |
|                             | Vágóhíd kocsiszín              | BKVT              | IX. kerület, Soroksári út 60.                 | 1887          | 1995               | Eredetileg lóvasúti kocsiszínnek épült. Az 1876-ban épült forgalmi telep helyén építették fel. Több funkciót is betöltött üzemelése során: 1962-1972 között Ganz UV főműhely, illetve HÉV-dízelműhely is volt, ez utóbbi 1998-ban szűnt meg. 2000-ben lebontották a telep épületeit. A déli oldalán 2006-ban meghosszabbították a Kvassay Jenő utat. 2012 óta nyaranta a Budapest Park szórakozóhely üzemel az egykori kocsiszín parlagon maradt területének legnagyobb részén. |
| Teherszállítási telephelyek |                                |                   |                                               |               |                    | |
|                             | Horog utcai telep              | nincs adat        | X. kerület, Horog utca 1.                     | 1888          | 1995               | Az egykori kőbányai gyárakat és üzemeket szolgálta ki. |